# Многообразие Брискорна
Многообразие Брискорна — пересечение единичной сферы с комплексной гиперповерхностью
{\displaystyle z_{1}^{k_{1}}+\ldots +z_{n}^{k_{n}}=0}
Является многообразием размерности {\displaystyle 2\cdot n-3}.
Обычно обозначается {\displaystyle W^{2\cdot n-3}(k_{1},\dots ,k_{n})}.

## Свойства
- Многообразия {\displaystyle W^{7}(3,6\cdot r-1,2,2,2)} гомеоморфны стандартной сфере.
  - Более того, при {\displaystyle r=\{1,\dots ,28\}} они дают все 28 различных гладких структур на ориентированной сфере.[1]